# Puerta de Miguel
En Bratislava (Eslovaquia), la Puerta de Miguel (eslovaco: Michalská brána, alemán: Michaelertor, húngaro: Mihály kapu) es la única puerta de la ciudad que se ha conservado de las fortificaciones medievales y figura entre los edificios más antiguos de la ciudad. Construida hacia el año 1300, su forma actual es el resultado de las reconstrucciones barrocas de 1758, cuando se colocó en su cima la estatua de San Miguel y el Dragón. La torre alberga la Exposición de Armas del Museo de la Ciudad de Bratislava.
En la época medieval, la ciudad estaba rodeada de murallas, y sólo se podía entrar y salir por una de las cuatro puertas fuertemente fortificadas. En el lado este de la ciudad, era la Puerta de Laurinc, llamada así por San Lorenzo, en el sur era la Puerta de los Pescadores (Rybná brána, Fischertor, Halász kapu). Era la puerta más pequeña de las cuatro, utilizada principalmente por los pescadores que entraban en la ciudad con el pescado capturado en el río Danubio. En el lado oeste estaba la Puerta Vydrica (Vydrická brána, Weidritzer Tor, Vödric kapu), también llamada la Puerta Oscura o la Puerta Negra, ya que era como un túnel - oscuro y largo. En el norte, estaba la Puerta de San Miguel, que llevaba el nombre de San Miguel y la iglesia de San Miguel que se encontraba frente a ella (fuera de la muralla de la ciudad). Más tarde fue derribada y los materiales que se obtuvieron de ella se utilizaron en la construcción de otras murallas de la ciudad.

## Historia
La historia de la puerta de San Miguel se remonta a finales del siglo XIII y el primer documento escrito sobre su existencia data de 1411. La fortificación frente a la puerta de San Miguel estaba cerrada por un puente levadizo sobre un foso. Posteriormente fue reconstruida en piedra. La entrada estaba cerrada por un rastrillo y una puerta de madera.
Durante la coronación de 19 reyes húngaros (1563–1830) en Bratislava (Pressburg, Pozsony), el gobernante entraba con su séquito de coronación a través de la Puerta Vydrica, era coronado en la Catedral de San Martín y una de las paradas posteriores a la coronación durante la procesión por la ciudad se detenía en la Puerta de San Miguel, donde el nuevo rey prestaba juramento de rey en manos del arzobispo.
La torre de la puerta fue arrasada en 1529-1534, luego en 1753-1758 fue reconstruida en su forma actual. En esta última reconstrucción se colocó una estatua de San Miguel en lo alto de la torre. La torre tiene 51 m de altura.
La puerta recibió su nombre de la iglesia de San Miguel. En la planta de la calle, desde la puerta hacia arriba, se conserva un tipo de calle en recodo en el espacio interior de la puerta. En el exterior de la puerta hay un puente sobre el antiguo foso a lo largo de la muralla de la ciudad. En el interior de la puerta hay un letrero gótico de piedra, que indica que la torre fue reparada por el ayuntamiento y la población de Bratislava en 1758. Hoy en día, un recorrido señalado conduce a través de la puerta.

## Complejo de fortificación

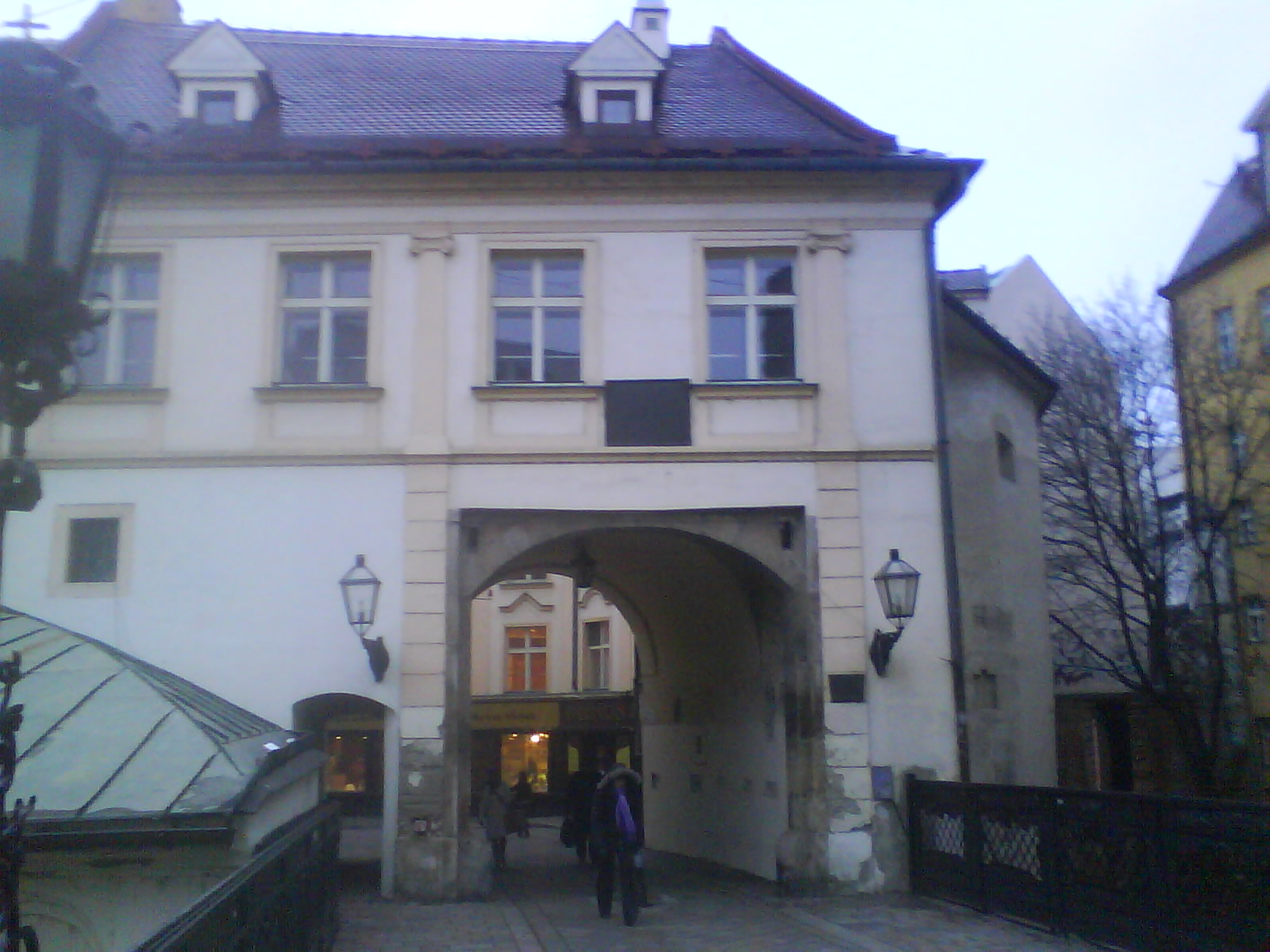
Barbacana sobre el foso de agua de Bratislava perteneciente a la puerta de Miguel

La Puerta de Miguel era la pieza central de un sistema de fortificación más amplio que incluía dos anillos de murallas, dos baluartes, una barbacana y un puente levadizo sobre el foso de agua. Mientras que las murallas han desaparecido en esta parte de la ciudad, la barbacana sobrevive, aunque parcialmente integrada en casas de construcción posterior. El puente se sustituyó posteriormente por uno de madera y la estructura de ladrillo que es el actual puente de Miguel se construyó en 1727 y es el puente más antiguo de la ciudad. En esta zona también se encuentra el último tramo del Foso de Bratislava, cuya mitad se ha hecho accesible al público desde 2006, mientras que la otra mitad permanece cerrada por razones desconocidas.
En la actualidad, la barbacana está parcialmente integrada en la casa de la calle Michalská n.º 25. Contenía ventanas (agujeros) que daban a la zona del foso, que eran visibles hasta los años 60 del siglo pasado, pero que ahora están completamente cubiertas.

## Actualmente
Hoy en día, existe un museo de las fortificaciones medievales de Bratislava (Pressburg, Pozsony) y de las armas situado en la torre. Las exposiciones del museo abarcan los inicios de la fortificación de la ciudad, las reconstrucciones y su destrucción final en el siglo XVIII, ya que las murallas impedían el crecimiento de la ciudad. En la sexta planta de la torre hay un balcón con vistas a la Ciudad Vieja, el Castillo y los alrededores.
Hoy en día, bajo la puerta de Miguel hay tiendas y restaurantes de lujo, como Christian Dior y Swarovski.